# Hyphantrophaga auratofrontalis
Hyphantrophaga auratofrontalis är en tvåvingeart som först beskrevs av Juan Brèthes 1908.  Hyphantrophaga auratofrontalis ingår i släktet Hyphantrophaga och familjen parasitflugor. Inga underarter finns listade i Catalogue of Life.